# ليبيا في الألعاب البارالمبية الصيفية 2004
ليبيا في الألعاب البارالمبية الصيفية 2004 شاركت ليبيا في الألعاب البارالمبية الصيفية 2004 والتي أقيمت في أثينا باليونان. وقد تشكل الوفد الليبي من لاعبين أثنين (رجل وسيدة)، ولم يفز أي منهما بأية ميدالية. ويعد هذا الوفد الذي أرسلته ليبيا للمشاركة في أثينا أصغر وفد لها حتى ذلك الوقت، حيث أنها أرسلت في الدورة السابقة عام 2000 بسيدني بأستراليا 17 متسابق في رياضات الجودو ورفع الأثقال والكرة الطائرة بوضعية الجلوس، وفي الدورة البارالمبية الصيفية الأولى في مشاركات ليبيا في الدورات البارالمبية عام 1996م والتي أقيمت في أتلانتا في الولايات المتحدة أرسلت ليبيا أربعة لاعبين. ولم يعد وفد 2004 هو الأصغر على الأطلاق، حيث تقلص العدد في دورتي طوكيو 2020 وباريس 2024 إلى لاعب واحد فقط.   ولم يستطع الوفد المشارك في دورة 2004 الحصول على أية ميداليات، حيث جاء كل منهما في المركز السادس في منافسات 60كجم للرجال، و75كجم للسيدات. 

## الرياضة

### رفع الأثقال

#### الرجال
| رياضي           | حدث   | نتيجة | المركز |
| --------------- | ----- | ----- | ------ |
| عبد السلام غرسة | 60كجم | 162.5 | 6      |

#### السيدات
| رياضي       | حدث   | نتيجة | المركز |
| ----------- | ----- | ----- | ------ |
| سحر الجنيمي | 75كجم | 80.0  | 6      |